# Google Buzz
Google Buzz was een sociaalnetwerksite en messaging-dienst van Google. De dienst was zo gemaakt dat hij samenwerkte met het webmailprogramma van Google, Gmail, en werd opgezet om te concurreren met Facebook.